# Téhéran Tabou
Pour plus de détails, voir Fiche technique et Distribution.
Téhéran Tabou (Tehran Taboo) est un film germano-autrichien d'animation, sorti en 2017.
C'est un film d'animation réalisé en rotoscopie : de vrais acteurs ont été filmés devant des fonds verts, sur lesquels ont, dans un second temps, été incrustés des décors mêlant dessins traditionnels et images numériques.
Le film suit dans leur quête de liberté et de bonheur, quatre jeunes iraniens brisent les tabous de la société islamique. La question de la vie sexuelle contrariée par les interdits religieux est omniprésente,,.
Il a été sélectionné à la Semaine internationale de la critique  au Festival de Cannes 2017 et y a reçu le Grand Prix des Rails d'or.

## Synopsis
Pari doit joindre les deux bouts en tant que prostituée et prendre soin de son fils.

Donya a été déflorée par Babak, un musicien qui doit maintenant lever des fonds pour une « restauration » de la virginité de Donya.

Sara vit avec son mari et sa famille une vie entièrement casanière.

Les chemins de vie de ces trois femmes confiantes et de ce jeune homme plein d'espoir, de nostalgie et de rêves, se croisent dans la société de Téhéran, pleine de contradictions. Dans la capitale animée de l'Iran, le sexe, la corruption, la prostitution et la toxicomanie s'accompagnent de lois et de valeurs religieuses strictes. Les interdictions de contournement se développent dans un sport quotidien et la levée des tabous devient une réalisation individuelle.

## Fiche technique
Sauf indication contraire, les informations mentionnées dans cette section peuvent être confirmées par la base de données cinématographiques IMDb,  présente dans la section « Liens externes ».
- Titre original : Tehran Taboo[4]
- Titre français : Téhéran Tabou
- Réalisation : Ali Soozandeh
- Scénario : Ali Soozandeh
- Photographie : Martin Gschlacht
- Pays de production :  Allemagne
- Langue originale : persan
- Durée : 96 minutes
- Genre : animation, drame
- Date de sortie : 2017

## Distribution
Sauf indication contraire, les informations mentionnées dans cette section peuvent être confirmées par la base de données cinématographiques IMDb,  présente dans la section « Liens externes ».
- Farhad Abadinejad : Punter (voix)
- Jasmina Ali : Amirs Girlfriend, School Official
- Rozita Assadollahy : Mother of Counterfeiter / La mère de Donya (voix)
- Alireza Bayram : Mohsen
- Milinko Ametovic Beganovic : Boy on the motorcycle
- Sasan Behroozian : Mohsen (voix)
- Zar Amir Ebrahimi : Sara
- Siir Eloglu : Belle-mère
- Adem Karaduman : Collègue de Mohsen
- Morteza Latif : Propriétaire du studio
- Aida Loos : Gynécologue
- Payam Madjlessi : Ahmad / Punter / Basiji 1
- Arash Marandi : Babak
- Hasan Ali Mete : Juge
- Negar Mona Alizadeh : Donya
- Thomas Nash : Joseph
- Ali Nasrabadi : Ali
- Lilli Novi : Pari (voix)